# Mesoleptus speculum
Mesoleptus speculum là một loài tò vò trong họ Ichneumonidae.